# Ewangeliarz splicki
Ewangeliarz splicki (łac. Evangeliarium Spalatense) – najstarszy łaciński rękopis z terenu Dalmacji, zawierający tekst Ewangelii Marka, Mateusza, Łukasza i uszkodzony Jana (brakuje ok. 12 kart). Datowany paleograficznie na drugą połowę VIII wieku, został wykonany przez 6 pisarzy. Stanowi cenny zabytek dokumentujący ewolucję wczesnośredniowiecznego pisma łacińskiego. Nie zawiera żadnych miniatur, pozbawiony jest też obecnie dawnych okładzin wykonanych ze srebra.
Manuskrypt składa się z 309 kart formatu 32×24,2, zapisanych półuncjałą w dwóch szpaltach po 21 wierszy. Rozpoczynające wiersze majuskułowe inicjały wykonano uncjałą. Niekiedy pierwszy wiersz pisany jest uncjałą, a następny kapitałą. Marginalia pisane są młodszą kursywą rzymską. W XI-XIII wieku 7 pisarzy zaopatrzyło tekst w przypisy, wykonane benewentaną. Na przełomie XV i XVI wieku poddano restauracji 71 kart, uzupełniając ich rogi fragmentami kodeksu z X-XI w., pisanego wciąż widoczną benewentaną.
Manuskrypt został odnaleziony w 1890 roku w katedrze splickiej. Obecnie przechowywany w archiwum kapituły splickiej. W roku 2004 wydano facsimile Ewangeliarza (Evangeliarium Spalatense. Faksimilno izdanje izrađeno prema izvorniku iz Arhiva splitske prvostnolnice (sign. KAS 621), Split 2004).